# ちぎり文学賞
ちぎり文学賞（ちぎりぶんがくしょう）は、日本の文学賞。
1990年に創設された。東三河地域における文学の向上と発展を目指し、年に一度、文学作品（小説・エッセイ・詩・シナリオ・童話など）の募集を行っている。東愛知新聞社が主催している。豊橋ちぎりライオンズクラブが共催している。愛知県・愛知県教育委員会、豊橋・豊川・蒲郡・新城・田原各市教育委員会、公益財団法人豊橋文化振興財団、株式会社エフエム豊橋などが後援している。豊橋信用金庫、蒲郡信用金庫、豊川信用金庫、岡崎信用金庫、豊橋商工信用組合などが協賛している。映画監督の菅原浩志が審査委員長を務めている。応募資格は、東三河在住・在勤・在学の人に限られる。一般の部と中・高校生の部がある。